# A61 (motorväg, Tyskland)
Bundesautobahn 61 (Förbundsmotorväg 61, förkortning: A61) är en motorväg i sydvästra Tyskland. Det är den längsta "tvåsiffriga" motorvägen i Tyskland. Nordliga ändan är vid holländska gränsen nära Venlo och sydliga ändan vid motorvägen A6 vid trafikplatsen Hockenheim. A61 är viktigaste förbindelsen mellan städerna längs västra Rhenstranden och kallas därför linksrheinische Autobahn.

## Trafikplatser
|  | Nr  | Skyltning                           |
|  | 1a  | Gränsövergång Heidenend             |
|  | 1b  | Nettetal-West                       |
|  | 2   | Kaldenkirchen                       |
|  | 3   | Kaldenkirchen-Süd                   |
|  | 4   | Breyell                             |
|  | 5   | Nettetal                            |
|  | 6   | Süchteln                            |
|  | 7   | Viersen                             |
|  | 8   | Mackenstein                         |
|  | 9   | Mönchengladbach (Fyrvägskorsning)   |
|  | 10  | Mönchengladbach-Nordpark            |
|  | 11  | Mönchengladbach-Holt                |
|  | 12  | Mönchengladbach-Rheydt              |
|  | 13  | Mönchengladbach-Wickrath            |
|  | 14  | Mönchengladbach-Güdderath           |
|  | 15  | MG-Wanlo (Fyrvägskorsning)          |
|  |     | Wanlo                               |
|  | 16  | Jackerath (T-Korsning)              |
|  |     | Bedburger Land                      |
|  | 17  | Bedburg                             |
|  | 18  | Bergheim                            |
|  | 19  | Bergheim-Süd                        |
|  | 20  | Kerpen (Fyrvägskorsning) E 40       |
|  | 21  | Türnich                             |
|  | 22  | Gymnich - Nörvenich                 |
|  | 23  | Erfttal E 31                        |
|  | 108 | Erftstadt                           |
|  | 24  | Bliesheim E 29                      |
|  | 25  | Weilerswist                         |
|  | 26  | Swisttal-Heimerzheim                |
|  | 27  | Miel                                |
|  |     | Peppenhoven                         |
|  | 28  | Rheinbach                           |
|  | 29  | Meckenheim (Fyrvägskorsning)        |
|  | 30  | Bad Neuenahr-Ahrweiler (T-Korsning) |
|  |     | Talbrücke Bengen (970 m)            |
|  |     | Ahrtalbrücke (1521 m)               |
|  | 31  | Sinzig (T-Korsning)                 |
|  |     | Vinxtbachtalbrücke (670 m)          |
|  | 32  | Niederzissen                        |
|  |     | Brohltalbrücke (603 m)              |
|  |     | Brohltal                            |
|  | 33  | Wehr                                |
|  | 34  | Mendig                              |
|  | 35  | Kruft                               |
|  |     | Nettebrücke (700 m)                 |
|  | 36  | Plaidt                              |
|  | 37  | Koblenz (Fyrvägskorsning) E 44      |
|  | 38  | Koblenz-Metternich                  |
|  |     | Winningen                           |
|  |     | Moseltalbrücke Winningen (935 m)    |
|  | 39  | Koblenz/Dieblich                    |
|  |     | Mosel                               |
|  | 40  | Koblenz/Waldesch                    |
|  | 41  | Boppard                             |
|  | 42  | Emmelshausen                        |
|  | 43  | Pfalzfeld                           |
|  | 44  | Laudert                             |
|  |     | Guldenbachbrücke (200 m)            |
|  | 45  | Rheinböllen                         |
|  |     | Pfädchensgrabentalbrücke (531 m)    |
|  |     | Tiefenbachtalbrücke (368 m)         |
|  |     | Hunsrück                            |
|  | 46  | Stromberg (Hunsrück)                |
|  | 47  | Waldlaubersheim                     |
|  | 48  | Dorsheim                            |
|  |     | Nahetalbrücke (523 m)               |
|  | 49  | Bingen                              |
|  | 50  | Nahetal (T-Korsning) E 42           |
|  | 51  | Bad Kreuznach                       |
|  | 52  | Gau-Bickelheim                      |
|  | 53  | Bornheim                            |
|  | 54  | Alzey                               |
|  | 55  | Alzey                               |
|  |     | Talbrücke Alzey (539 m)             |
|  |     | Talbrücke Dautenheim (390 m)        |
|  | 56  | Gundersheim                         |
|  | 57  | Worms-Nord/-Abenheim/Mörstadt       |
|  |     | Wonnegau                            |
|  |     | Talbrücke Pfeddersheim (1471 m)     |
|  | 58  | Worms                               |
|  | 59  | Frankenthal (Fyrvägskorsning) E 50  |
|  | 60  | Ludwigshafen (Fyrvägskorsning)      |
|  | 61  | Mutterstadt (Fyrvägskorsning)       |
|  |     | Dannstadt                           |
|  | 62  | Schifferstadt                       |
|  | 63  | Speyer                              |
|  |     | Rheinbrücke Speyer (758 m)          |
|  | 64  | Hockenheim                          |
|  | 65  | Hockenheim (T-Korsning) E 50        |